# Lijst van nationale parken in Guinee
Hieronder volgt een lijst van nationale parken in Guinee.
Behalve de nationale parken zijn er ook twee faunareservaten en één strikt natuurreservaat.
| Nationaal park            | Stichtingsjaar | Oppervlakte (km2) | Foto |
| ------------------------- | -------------- | ----------------- | ---- |
| Nationaal park Badiar     | 1985           | 1228              |      |
| Nationaal park Haut Niger | 1997           | 6000              |      |